# 0 (cijfer)
Het cijfer 0 (nul) duidt niet alleen, op zichzelf staande, het getal 0 aan, maar heeft bovendien een speciale betekenis in positiestelsels, dat wil zeggen systemen voor het schrijven van getallen waarbij de positie van een cijfer mede bepalend is voor de waarde ervan. Zo staat in het getal 23 het cijfer 2 op de tweede positie en het getal 3 op de eerste positie, wat aangeeft dat 23 bestaat uit 2 tientallen en 3 eenheden. In het getal 20 is de eerste positie leeg, aangegeven door de 0; de bijdrage van de eerste positie is 0 eenheden. De nul is dus van belang voor de waarde van de overige cijfers in het getal. De uitvinding van het cijfer 0 is een belangrijke stap geweest in de ontwikkeling van de moderne talstelsels en daarmee van het rekenen.

## Geschiedenis
Een soort nul in deze positie werd al toegepast door de Babyloniërs rond 450 v.Chr. Zij duidden een lege plaats in een rij met cijfers aan met twee wiggen, hoewel dit niet centraal afgesproken was. Zij kenden het getal nul echter niet. De nul als getal ontstond zo’n 1800 jaar geleden in India. De Indiase wiskundige Brahmagupta schreef er voor het eerst over in het jaar 628. Deze tekst gebruikt Sanskriet-woorden als cijfers, met het Sanskriet-woord voor leegte (śūnya ) voor nul. Het eerst bekende gebruik van een speciale glief (teken) voor decimale cijfers met in de grond het uiterlijk van het moderne cijfer, een kleine cirkel, is te vinden op een stenen inscriptie gevonden bij de Chaturbhujatempel in Gwalior in India, daterend uit het jaar 876. Er zijn vele documenten op koperen platen gevonden, met een kleine o, maar de authenticiteit hiervan wordt betwijfeld. Via Arabische invloeden kwam het cijfer nul ook terecht in de westerse wiskunde. Ons woord "cijfer" is afkomstig van het Arabische sifr, dat "nul" betekent. Fibonacci reisde als koopman door de Oriënt en publiceerde Het boek van het telraam over de Arabische cijfers. Fibonacci sprak over negen Indiase cijfers, maar nul noemde hij nulla figura, wat ‘geen getal’ betekent. Ons woord nul is daarvan afgeleid.